# Dłużec (Piecki)
Dłużec [ˈdwuʐɛt͡s] (deutsch Langendorf) ist ein Ort in der polnischen Woiwodschaft Ermland-Masuren, der zur Landgemeinde Piecki (Peitschendorf) im Powiat Mrągowski (Kreis Sensburg) gehört.

## Geographische Lage
Dłużec liegt im Südosten der Woiwodschaft Ermland-Masuren am Ostufer des Jezioro Dłużec (Langendorfer See), zwölf Kilometer südlich der Stadt Mrągowo (Sensburg).
Durch den Ort verläuft eine Nebenstraße, die Borowe (Borowen, 1938–1945 Prausken) an der Woiwodschaftsstraße 600 und Nawiady (Aweyden) an der Landesstraße 59 und Woiwodschaftsstraße 601 miteinander verbindet. Eine Bahnanbindung besteht nicht.

## Geschichte
Im Jahr 1874 wurde der Ort in den damals neu errichteten Amtsbezirk Gollingen (heute polnisch Goleń) eingegliedert; er gehörte bis 1945 zum Landkreis Sensburg im Regierungsbezirk Allenstein (heute polnisch Olsztyn, bis 1905 Regierungsbezirk Gumbinnen, heute russisch: Gussew) in der preußischen Provinz Ostpreußen. Im Jahr 1910 betrug Zahl der Einwohner 586. 1933 belief sie sich noch auf 568 und 1939 auf 565.
Aufgrund der Bestimmungen des Versailler Vertrags stimmte die Bevölkerung im Abstimmungsgebiet Allenstein, zu dem Langendorf gehörte, am 11. Juli 1920 über die weitere staatliche Zugehörigkeit zu Ostpreußen (und damit zu Deutschland) oder den Anschluss an Polen ab. In Langendorf stimmten 400 Einwohner für den Verbleib bei Ostpreußen, auf Polen entfielen keine Stimmen.
In Folge des Zweiten Weltkrieges kam Langendorf zu Polen und erhielt die polnische Bezeichnung Dłużec. 1975 wurde der Ort Teil der Woiwodschaft Olsztyn (Allenstein); mit deren Auflösung wurde Dłużec 1999 Teil der Woiwodschaft Ermland-Masuren. Heute ist das Dorf eine Ortschaft und Schulzenamt (polnisch sołectwo) in der Gmina Piecki (Peitschendorf) im Powiat Mrągowski.

## Kirche
Bis 1934 war Langendorf mit seiner überwiegend evangelischen Einwohnerschaft in das Kirchspiel Aweyden (heute polnisch Nawiady) eingepfarrt, danach bis 1945 in die Kirche Peitschendorf. Es gehörte zum Kirchenkreis Sensburg (Mrągowo) in der Kirchenprovinz Ostpreußen der Evangelischen Kirche der Altpreußischen Union. In den 1930er Jahren war – ähnlich wie in Peitschendorf – ein Kirchbau in Langendorf geplant, der aber vor 1945 nicht mehr verwirklicht werden konnte.
Heute ist die Bevölkerung von Dłużec mehrheitlich katholischer Konfession. Dłużec ist heute eine eigene Gemeinde als Filialgemeinde zur Pfarrei Grabowo (Grabowen, 1938–1945 Grabenhof). Sie gehört zum Dekanat Mrągowo II im Erzbistum Ermland der katholischen Kirche in Polen. Hier lebende evangelische Kirchenglieder gehören zur neu entstandenen Kirchengemeinde in Nawiady, die jetzt Filialgemeinde zu Mrągowo in der Diözese Masuren der Evangelisch-Augsburgischen Kirche in Polen ist.